# Zach Staenberg
Zach Staenberg est un monteur et producteur américain né en 1951.

## Filmographie

### comme monteur

#### Cinéma
- 1983 : China Lake (court métrage) de Robert Harmon
- 1983 : End of the Rainbow  (court métrage) de Laszlo Papas
- 1984 : Police Academy de Hugh Wilson
- 1985 : Rustlers' Rhapsody de Hugh Wilson
- 1987 : Stripped to Kill de Katt Shea
- 1988 : Blackout de Doug Adams
- 1991 : Les yeux d'un ange (Eyes of an Angel) de Robert Harmon
- 1993 : Cavale sans issue (Nowhere to Run) de Robert Harmon
- 1996 : Bound d'Andy et Larry Wachowski
- 1998 : Phoenix de Danny Cannon
- 1999 : Matrix (The Matrix) d'Andy et Larry Wachowski
- 2001 : AntiTrust (Antitrust) de Peter Howitt
- 2003 : Matrix Reloaded (The Matrix Reloaded) d'Andy et Larry Wachowski
- 2003 : Matrix Revolutions (The Matrix Revolutions) d'Andy et Larry Wachowski
- 2005 : Lord of War d'Andrew Niccol
- 2007 : Mongol de Sergei Bodrov
- 2008 : Speed Racer d'Andy et Larry Wachowski
- 2008 : La Cité de l'ombre (City of Ember) de Gil Kenan
- 2010 : Bunraku de Guy Moshe
- 2011 : Time Out (In Time) d'Andrew Niccol
- 2013 : La Stratégie Ender de Gavin Hood
- 2014 : Good Kill d'Andrew Niccol
- 2017 : Sand Castle de Fernando Coimbra
- 2017 : L.A. Rush (Once Upon a Time in Venice) de Mark et Robb Cullen
- 2018 : Pacific Rim Uprising de Steven S. DeKnight
- 2023 : Silent Night de John Woo
- 2024 : The Killer de John Woo

#### Télévision
- 1991 : Conagher de Reynaldo Villalobos (en)
- 1994 : The Cisco Kid (en) de Luis Valdez
- 1996 : Gotti de Robert Harmon
- 1997 : Weapons of Mass Distraction (en) de Stephen Surjik
- 2000 : The Crossing de Robert Harmon

### comme producteur
- 1983 : China Lake
- 1984 : End of the Rainbow

## Récompenses et nominations

### Récompenses
- 2000 : Oscar du  Meilleur montage pour Matrix